# Jasminum nitidum
Jasminum nitidum är en syrenväxtart som beskrevs av Sidney Alfred Skan. Jasminum nitidum ingår i släktet Jasminum och familjen syrenväxter. Inga underarter finns listade i Catalogue of Life.